# A Treasure
Albums de Neil Young
Le Noise
(2010) Americana
(2012)
A Treasure est un album de Neil Young sorti en 2011.

## Historique
Titres enregistrés en public entre 1984 et 1985. Neil Young faisait une tournée aux États-Unis avec The International Harvesters, des musiciens de Nashville.
La pièce maîtresse de l'album est Grey Riders avec Young à la guitare et sa formation proche du style du Crazy Horse.
L'album fait partie des "Neil Young Archives Performance Series".

## Titres
Toutes les compositions sont de Neil Young sauf mention.
1. Amber Jean – 3:17
2. Are You Ready for the Country – 3:39
3. It Might Have Been (Ronnie Green & Harriet Kane) – 2:43
4. Bound for Glory – 5:59
5. Let Your Fingers Do the Walking – 3:03
6. Flying on the Ground Is Wrong – 4:48
7. Motor City – 3:22
8. Soul of a Woman – 4:28
9. Get Back to the Country – 2:31
10. Southern Pacific – 7:53
11. Nothing Is Perfect – 5:02
12. Grey Riders – 5:58

## Musiciens
- Neil Young – guitare, chant
- Ben "Long Grain" Keith – guitare pedal steel, guitare lap slide, stringman, chant
- Anthony Crawford – guitare, banjo, chant
- Rufus Thibodeaux – violon
- Spooner Oldham – piano
- Tim Drummond – basse
- Karl Himmel – batterie
- Hargus "Pig" Robbins – piano (titres 10, 11, 12)
- Joe Allen – basse (titres 10, 11, 12)
- Matraca Berg et Tracy Nelson – chœurs (titre 11)